# Handdukstork

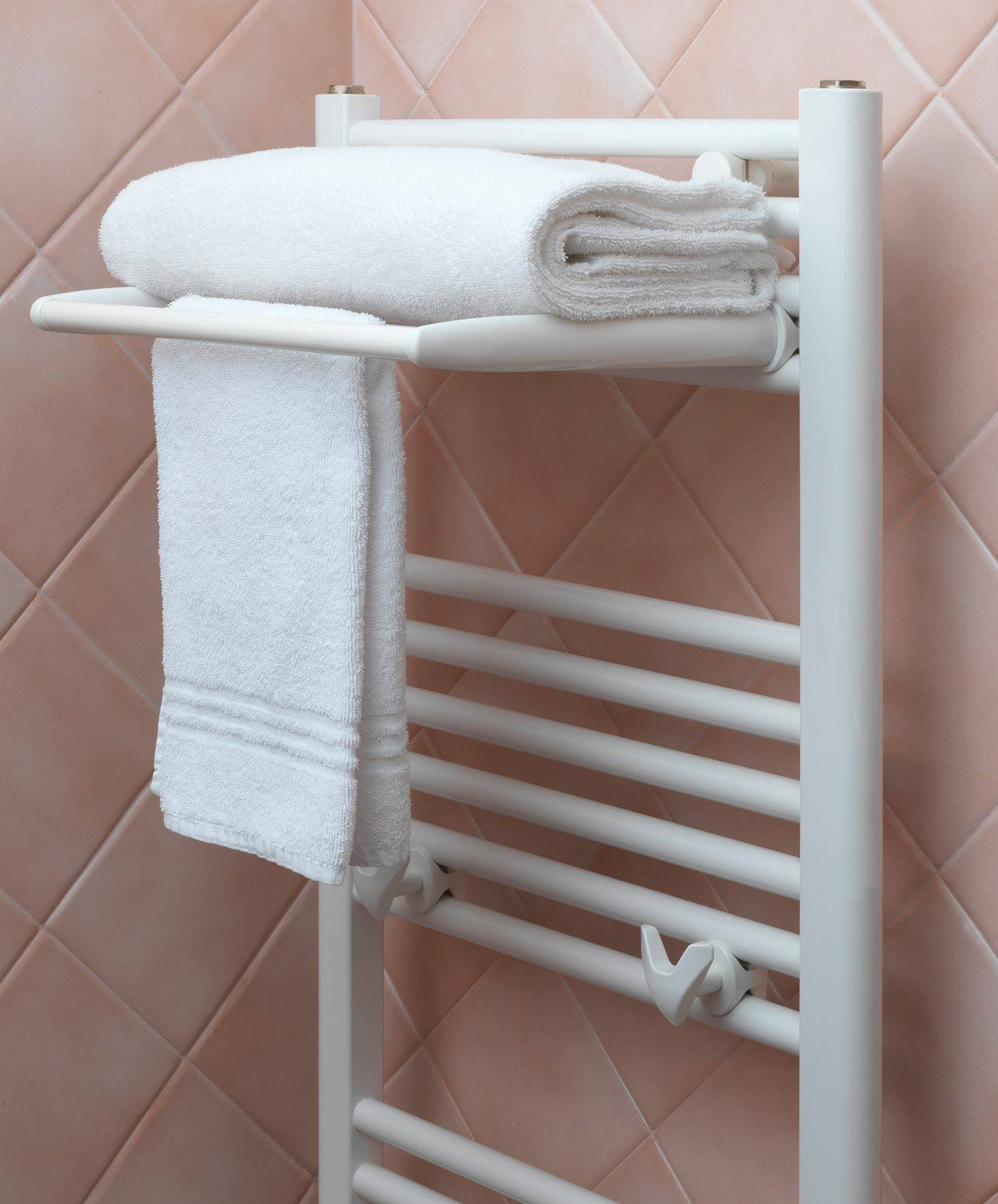
Handdukstork.

En handdukstork, handdukstorkare eller handduksvärmare används för att torka och värma handdukar, oftast i ett badrum. 
Europeiska hotell var tidiga med att använda handdukstorkar som kombinerade handdukstorkare/-hängare. Handdukstorkar har blivit allt vanligare i olika boendemiljöer och även montering i båt förekommer. 
Handdukstorkar tillverkas i ett antal olika metaller som stål, rostfritt stål eller aluminium. Även mässing och koppar förekommer. Ytbehandlingen av en handdukstork kan vara i krom, polerat (rostfritt) stål eller lack. 
Uppvärmning kan ske med el (elpatron eller värmekabel) eller med cirkulerande varmvatten (anslutning till vattenburet värmesystem). Det är vanligt förekommande med en kombination av olika uppvärmningssätt. Uppvärmningen sker då med cirkulerande varmvatten vintertid och el sommartid, vanligtvis beroende på att fjärrvärmematningen eller värmepannan är avstängd sommartid. Det kan dock vara förbjudet att ansluta handdukstorken till tappvarmvattensystemet med risk för störningar i vattensystemet och spridning av bakterien legionella.
En handdukstork ger ofta inte samma rumsvärme som en radiator, men en med hög effekt på värmekällan kan den i vissa fall ersätta en konventionell radiator i ett mindre badrum. En eldriven handdukstork som används konstant drar mycket el under ett år. Det finns däremot modeller med inbyggd timer. Det är inte nödvändigt med en handdukstork för att torka blöta handdukar. Handdukar kan istället lufttorka, under förutsättning att de blöta handdukarna inte läggs ovanpå varandra.
Handdukstorkar finns i olika modeller, såsom stegmodeller och vridbara modeller.
Den första handdukstorken med svängbara armar (180°) introducerades av det svenska företaget Toomec AB, i slutet av 1980-talet. 